# 這牆音樂藝文展演空間
這牆音樂藝文展演空間（The Wall Live House），簡稱The Wall，是位於台北市的live house。

## 簡介
這牆音樂藝文展演空間由傅鉛文、祝驪雯經營。原本由春天吶喊主辦人Jimi（牟齊民）、董事長樂團阿吉、閃靈樂團主唱Freddy於2003年創立，因與傅鉛文經營理念不合於2013年撤出，將持股轉售予傅鉛文及其經營團隊。這牆音樂藝文展演空間亦曾新增高雄市駁二藝術特區THE WALL 駁二(2010年)、宜蘭縣舊宜蘭菸酒賣捌所THE WALL 賣捌所(2011年)等空間，後高雄市政府與宜蘭縣政府相繼與其解約結束駁二藝術特區及舊宜蘭菸酒賣捌所之委託經營。這牆音樂藝文展演空間於2009年開始轉型為THE WALL MUSIC延伸其組織功能目標，主辦各種台灣樂團全國巡迴、中小型演唱會，並邀請歐美日多國演出團體。2010~2012年曾經承辦高雄市一年一度的大港開唱，2013年曾舉辦野台開唱。
這牆佔地300餘平方米，可容納量約600人，提供搖滾樂團、獨立樂團與創作歌手的表演場地，並曾被《紐約雜誌》（New York Magazine）選為台北十大景點之一，並獲《紐約時報》、《Monocle》等國際媒體介紹報導。

## 演唱樂團
這牆音樂藝文展演空間採取與樂團合作，本身提供場地和樂器租用，樂團負責宣傳和票務。開幕至今有以下國外樂團演出：
- 2008：
  - 美國：Explosions in The sky、Her Space Holiday、Steve Aoki、Yo La Tengo、Plus Minus
  - 英國：Epic45、Camera Obscura
  - 日本：LM.C、te'、Hyakkei、miyavi、4 bonjour's parties、toe、Mondialito、清春、Bloodthirsty Butchers、nhhmbase、moools、Plastic Tree
  - 德國：Maximilian Hecker
  - 法國：Keren Ann、Guns N' Bombs、Uffie、Vicarious Bliss、Tahiti 80
  - 捷克：The Plastic People of the Universe
  - 加拿大：Broken Social Scene

- 2007：
  - 美國：The Appleseed Cast、The Apples in Stereo、Album Leaf、NOFX、Mice Parade
  - 日本：Luminous Orange、長谷川俊、quizmaster、Plastic Tree、Six o' minus、下川美娜
  - 英國：Yndi Halda
  - 德國：Maximilian Hecker
  - 瑞典：Pernilla Andersson

- 2006年：
  - 美國：Plus Minus、The Microphones、Caroline、The Meeting Places、RAMBO
  - 日本：Clione-index、Honey's、Piana、Advantage Lucy、Ra:IN、The shaverz、福山芳樹、清春、envy
  - 英國：Four Tet
  - 澳洲：Art of Fighting
  - 德國：Maximilian Hecker
  - 瑞典：Pelle Carlberg
  - 挪威：Norther

- 2005年：
  - 英國：Black Rebel Motorcycle Club、Transition
  - 日本：Boom Boom Satellite、Bloodthirsty butchers、Endzweck、Goofy Style、quizmaster、Roly Poly Rag Bear、World's End Girlfriend
  - 香港：My Little Airport、JoyTrendySound、A Company
  - 美國：Michelle Shocked、Plus Minus、Stuart Hamm、Vincent Gallo
  - 冰島：múm

- 2004年：
  - 日本：Akiakane、Impiety
  - 瑞典：Club 8
  - 美國：American Analog Set、Cat Power
  - 英國：Four Tet
  - 西班牙：Mus

- 2003年：
  - 英國: Mogwai

## 外部連結
- The Wall Live House官方網站
- 紐約時報報導
- 紐約雜誌：台北十大景點 （页面存档备份，存于）